# Чемпионат России по кёрлингу среди женщин 2013
21-й чемпионат России по кёрлингу среди женских команд высшей лиги «А» проходил с 31 января по 7 апреля 2013 года. Чемпионский титул выиграла 2-я сборная Москвы.

## Регламент турнира
В высшей лиге «А» принимали участие 8 команд, 4 из которых представляли московский клуб «Москвич» (три сборные Москвы и СДЮСШОР-«Москвич»), две санкт-петербургский клуб «Адамант» («Адамант»-СКА и «Адамант»-2) и по одной команде из Калининграда («Альбатрос») и Челябинска («Юность-Метар»). Соревнования проводились по туровой системе в два круга. Места распределялись по общему количеству побед. В случае равенства этого у двух и более команд показателя приоритет отдавался преимуществу в личных встречах соперников. В случае равенства побед между командами, претендующими на чемпионство, между ними проводится дополнительный матч (матчи) за 1-е место.
Команда, занявшая в чемпионате последнее место, покидает высшую лигу «А». В переходных матчах за право играть в следующем сезоне в ведущем дивизионе встречаются 7-я команда высшей лиги «А» и 2-я высшей лиги «Б».
Все матчи чемпионата проводились в Центре фигурного катания и кёрлинга города Дмитрова Московской области.

## Высшая лига «А»
- 1-й круг[1] — 31 января—3 февраля
- 2-й круг[2] — 4—7 апреля

| М   | Команда                       | 1        | 2         | 3        | 4        | 5          | 6        | 7         | 8          | И  | В  | П  |
| --- | ----------------------------- | -------- | --------- | -------- | -------- | ---------- | -------- | --------- | ---------- | -- | -- | -- |
| 1-2 | Москва-2                      |          | 5:7 10:2  | 8:1 7:4  | 6:4 7:5  | 9:5 7:4    | 5:3 8:3  | 10:4 2:9  | 9:5 9:3    | 14 | 12 | 2  |
| 1-2 | Москва-1                      | 7:5 2:10 |           | 2:7 7:6  | 9:2 6:5  | 8:6 8:3    | 6:5 7:2  | 11:6 11:5 | 9:3 10:5   | 14 | 12 | 2  |
| 3   | «Альбатрос» Калининград       | 1:8 4:7  | 7:2 6:7   |          | 6:9 8:4  | 9:7 9:3    | 10:3 9:5 | 4:5 8:7   | 9:5 8:4    | 14 | 9  | 5  |
| 4   | «Адамант»-СКА Санкт-Петербург | 4:6 5:7  | 2:9 5:6   | 9:6 4:8  |          | 6:5 4:3    | 6:9 8:5  | 4:5 6:3   | 8:4 10:3   | 14 | 7  | 7  |
| 5   | Москва-3                      | 5:9 4:7  | 6:8 3:8   | 7:9 3:9  | 5:6 3:4  |            | 7:4 10:4 | 5:4 3:7   | 13:5 13:10 | 14 | 5  | 9  |
| 6   | СДЮСШОР-«Москвич» Москва      | 3:5 3:8  | 5:6 2:7   | 3:10 5:9 | 9:6 5:8  | 4:7 4:10   |          | 10:5 7:3  | 10:6 6:4   | 14 | 5  | 9  |
| 7   | «Адамант»-2 Санкт-Петербург   | 4:10 9:2 | 6:11 5:11 | 5:4 7:8  | 5:4 3:6  | 4:5 7:3    | 5:10 3:7 |           | 5:9 9:6    | 14 | 5  | 9  |
| 8   | «Юность-Метар» Челябинск      | 5:9 3:9  | 3:9 5:10  | 5:9 4:8  | 4:8 3:10 | 5:13 10:13 | 6:10 4:6 | 9:5 6:9   |            | 14 | 1  | 13 |

ФИНАЛ
7 апреля.
Москва-2 — Москва-1  6:5.

### Призёры
Москва-2: Людмила Прививкова, Маргарита Фомина, Екатерина Галкина, Екатерина Антонова, Анастасия Бегинина. Тренер — Ольга Андрианова.
  Москва-1: Анна Сидорова, Нкеирука Езех, Ольга Зябликова, Галина Арсенькина, Надежда Карелина. Тренер — Ольга Андрианова.
  «Альбатрос» (Калининград): Ольга Жаркова, Алиса Трегуб, Юлия Гузиёва, Екатерина Шарапова, Юлия Портунова. Тренер — Сергей Беланов.

## Высшая лига «Б»
Соревнования в высшей лиге «Б» состояли из однокругового турнира. Участниками стали сборная Московской области-1 (бывшая ЦЗВС (Московская область)) (8-я команда высшей лиги «А» 2012 года), сборная Московской области-2 (2-я команда высшей лиги «Б» 2012 года) и 6 команд по итогам турнира первой лиги 2013.
4—7 апреля 2013. Дмитров.
| М | Команда                        | И | В | П |
| - | ------------------------------ | - | - | - |
| 1 | ШВСМ-ЗВС (Санкт-Петербург)     | 7 | 5 | 2 |
| 2 | УОР-2 (Санкт-Петербург)        | 7 | 5 | 2 |
| 3 | Московская область-3 (Дмитров) | 7 | 5 | 2 |
| 4 | СДЮСШОР-«Москвич»-4 (Москва)   | 7 | 4 | 3 |
| 5 | Московская область-2 (Дмитров) | 7 | 3 | 4 |
| 6 | Московская область-1 (Дмитров) | 7 | 3 | 4 |
| 7 | СДЮСШОР-«Москвич»-2 (Москва)   | 7 | 2 | 5 |
| 8 | «Айс-Парк» (Санкт-Петербург)   | 7 | 1 | 6 |

ШВСМ-ЗВС выиграла путёвку в высшую лигу «А» 2014. Команда УОР-2 проведёт переходные матчи с 7-й командой высшей лиги «А».

## Первая лига
В турнире 1-й лиги, проводившемя в январе 2013, принимали участие 14 команд, разделённые на две группы. В группах команды провели однокруговые турниры, по результатам которых по три лучшие команды из групп вышли в высшую лигу «Б» 2013.
| Группа «А» | Группа «А»                   | Группа «А» | Группа «А» | Группа «А» |
| М          |                              | И          | В          | П          |
| ---------- | ---------------------------- | ---------- | ---------- | ---------- |
| 1          | УОР-2 (Санкт-Петербург)      | 6          | 6          | 0          |
| 2          | СДЮСШОР-«Москвич»-2 (Москва) | 6          | 4          | 2          |
| 3          | «Айс-Парк» (Санкт-Петербург) | 6          | 3          | 3          |
| 4          | «Новая Лига» (Москва)        | 6          | 3          | 3          |
| 5          | «Юнион» (Москва)             | 6          | 3          | 3          |
| 6          | «Надежда» (Москва)           | 6          | 1          | 5          |
| 7          | «Татарстан» (Казань)         | 6          | 1          | 5          |

| Группа «Б» | Группа «Б»                     | Группа «Б» | Группа «Б» | Группа «Б» |
| М          |                                | И          | В          | П          |
| ---------- | ------------------------------ | ---------- | ---------- | ---------- |
| 1          | СДЮСШОР-«Москвич»-4 (Москва)   | 6          | 6          | 0          |
| 2          | Московская область-2 (Дмитров) | 6          | 4          | 2          |
| 3          | ШВСМ ЗВС (Санкт-Петербург)     | 6          | 4          | 2          |
| 4          | СКА (Санкт-Петербург)          | 6          | 3          | 3          |
| 5          | «Мария» (Москва)               | 6          | 2          | 4          |
| 6          | «Юность-Метар»-2 (Челябинск)   | 6          | 1          | 5          |
| 7          | СДЮСШОР-«Москвич»-3 (Москва)   | 6          | 1          | 5          |